# Удиљ
Удиљ (рус. Удыль) је језеро у Русији. Налази се на територији Хабаровске Покрајине. Површина језера износи 330 km².